# Mr Outstanding
Mr Outstanding, född 22 maj 1998, är en svensk varmblodig travhäst. Han är mest känd för att ha satt nytt svenskt rekord över 2 640 meter voltstart med 1.13,8 vid seger i Charlie Mills Race (2003) på Romme travbana.

## Karriär
Mr Outstanding är en mörkfux hingst efter Count's Pride och under Pepita Star (efter Ata Star L.). Han föddes upp av sin ägare och tränare, Petter Karlsson i Skilingsfors. Han kördes ofta under tävlingskarriären av Olle Goop.
Mr Outstanding tävlade mellan 2000 och 2006 och sprang in totalt 1 549 797 kronor på 42 starter, varav 11 segrar, 9 andraplatser och 6 tredjeplatser. Han tog karriärens största segrar i Gay Noons lopp (2001) och Charlie Mills Race (2003). Han kom även på femte plats i Svenskt Trav-Kriterium (2001).
Mr Outstanding tvingades avsluta sin karriär som sexåring på grund av gaffelbenskada.